# Дуцхуні
Дуцхуні (груз. დუცხუნი) — село в Грузії.
За даними перепису населення 2014 року в селі проживає 109 осіб.